# Heterostegane rectistriga
Heterostegane rectistriga är en fjärilsart som beskrevs av Louis Beethoven Prout 1912. Heterostegane rectistriga ingår i släktet Heterostegane och familjen mätare. Inga underarter finns listade i Catalogue of Life.